# Fly (canção de Nicki Minaj)
"Fly" é uma canção da rapper Nicki Minaj, para o seu álbum de estreia Pink Friday. Conta com a participação da cantora Rihanna. Foi composta por Kevin Hissink, W. Jordan, Onika Maraj, Jonathan Rotem e Clemm Rishad, produzida por  J. R. Rotem e Kevin Hissink, e gravada durante o ano de 2010 nos estúdios Glenwood Place Studios e Chalce Recording Studios na Califórnia. Os críticos contemporâneos comentaram o sentimento de inspiração e o facto de ser uma das faixas mais marcantes do disco. Foi enviada para as rádios norte-americanas a 30 de Agosto de 2011 e britânicas a 11 de Setembro, servindo como oitavo single do disco.

## Desempenho nas tabelas musicais

### Posições
| Tabelas musicais (2010)                | Melhor posição |
| -------------------------------------- | -------------- |
| Brasil - Billboard Brasil Hot 100      | 89             |
| Brasil - Billboard Brasil Hot Pop      | 59             |
| Nova Zelândia - RIANZ                  | 13             |
| Canadá - Canadian Hot 100              | 55             |
| Estados Unidos - Billboard Hot 100     | 19             |
| Estados Unidos - Hot Rap Songs         | 9              |
| Estados Unidos - Hot R&B/Hip-Hop Songs | 20             |
| Reino Unido - UK Singles Chart         | 16             |
| Reino Unido - UK R&B Chart             | 1              |

### Certificações
| País / Certificadora  | Certificações |
| --------------------- | ------------- |
| Austrália / ARIA      | Ouro          |
| Estados Unidos / RIAA | Platina       |

## Créditos
Créditos adaptados do encarte do álbum Pink Friday.
- Nicki Minaj, Rihanna – vocalistas principais;
- Onika Maraj, J. Rotem, K. Hissink, W. Jordan, C. Rishad - composição;
- Ariel Chobaz & Charles Moniz - gravação vocal;
  - Lyttleton "Cartwheel" Carter - assistente
- Ariel Chobaz & J.R. Totem - engenheiros de mixagem
  - Lyttleton "Cartwheel" Carter - assistente
- J.R. Rotem, Kevin Hissink (guitarra) - instrumentação
- J.R. Rotem - arranjo instrumental
- J.R. Rotem - produção

## Histórico de lançamento
| País           | Data                   | Formato                |
| -------------- | ---------------------- | ---------------------- |
| Austrália      | 5 de Setembro de 2011  | Contemporary Hit Radio |
| Estados Unidos | 30 de Agosto de 2011   | Rádio Rhythmic         |
| Estados Unidos | 20 de Setembro de 2011 | Radio mainstream       |